# Ferdinand Cheval

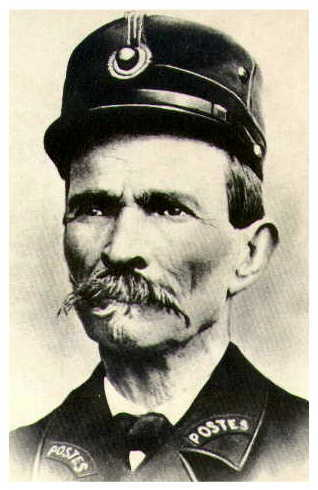
Ferdinand Cheval

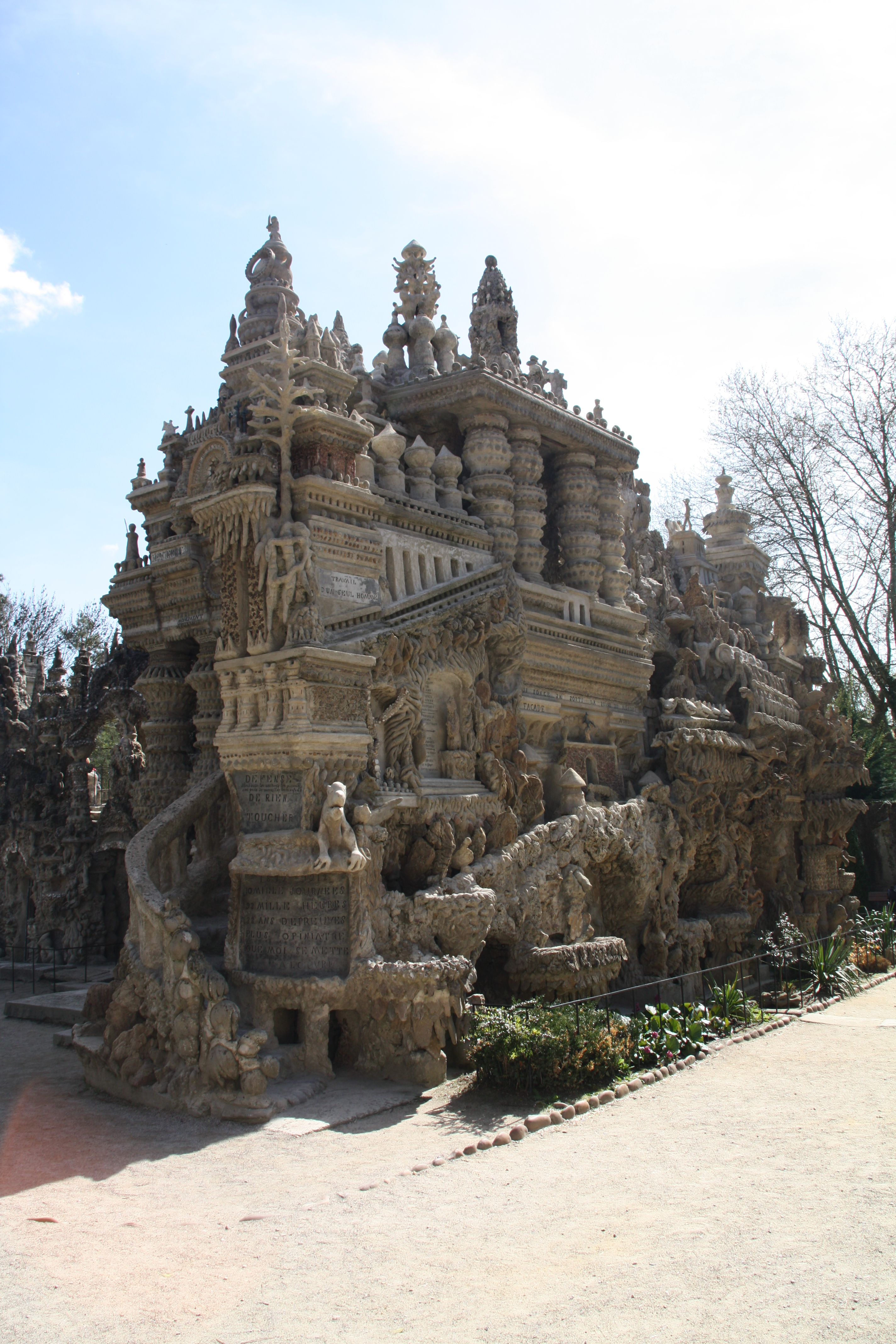
Palais idéal

Ferdinand Cheval (sinh năm 1836 ở Charmes-sur-l'Herbasse, Drôme, Pháp - mất ngày 19 tháng 8 năm 1924) là một người đưa thư người Pháp đã giành 33 năm trong đời của mình xây dựng Le palais idéal ("Lâu đài lý tưởng") trong Hauterives. Lâu đài này được coi là một ví dụ đặc biệt của kiến trúc nghệ thuật mộc mạc.
Ferdinand Cheval sống ở Châteauneuf-de-Galaure, trong tỉnh Drôme của Pháp. Ông đã bỏ học ở tuổi 13 để trở thành người học việc của một tiệm làm bánh, nhưng cuối cùng đã trở thành một người đưa thư.
Tòa lâu đài này được xây từ các loại sỏi đá với nhiều hình thù khác nhau mà Cheval nhặt trên đường đưa thư. Lâu đài xây từ năm 1879 và hoàn thành vào năm 1912. Ý tưởng xây dựng một tòa lâu đài này được hình thành sau một lần ông Cheval vấp phải đá trên đường đi làm. Từ đó, ông thường mang theo một chiếc xe cút kít trên chặng đường đưa thư dài khoảng 28 km để nhặt những hòn sỏi, hay đá có hình thù kỳ lạ. 